# 渓筋村
渓筋村（たにすじむら）は、1955年（昭和30年）まで愛媛県東宇和郡にあった村であり、現在の西予市の中部、宇和川中流及びその支流である稲生川流域の山村である。昭和の合併で野村町、さらに平成の合併で西予市となり、現在に至っている。

## 地理
現在の西予市の中部。宇和川（肱川の上流の別称）の中流及びその支流の稲生川流域。稲生川は大字四郎谷字出合で宇和川に合流する（現在は野村ダムにより水没）。
地名の由来
不詳。四郎谷は白河谷が豪族越智四郎の名を取って名づけたものとされる。

## 歴史
藩政期
- 宇和島藩領。宇和島藩による組編成では野村組に属する。飢饉によりたびたび農民騒動が発生している。
- 1780年（安永9年） - 蔵村を松谷村と改称。
- 1850年（嘉永3年） - 松谷村を松渓村へと改称。同年80軒余を焼失する大火があったためと伝えられる。

明治以降
- 1889年（明治22年）12月15日 - 町村制・市制施行時に、四郎谷（しろうたに）、長谷（ながたに）、松渓（まつたに）、白髭（しらひげ）の4箇村の合併により渓筋村となる。
- 1955年（昭和30年）2月11日 - 野村町（旧）ほか4箇村との合併により野村町となる。

```
渓筋村の系譜
（町村制実施以前の村）　（明治期）　　　（昭和の合併）　　　　　　　　　　　　　（平成の合併）
　　　　　　　　　　　　町村制施行時
白髭　　━━━┓
松渓　　━━━╋━━━　渓筋村　━━━┳━━━━━━━━┓
長谷　　━━━┫　　　　　　　　　　　┃　　　　　　　　┃　昭和30年2月11日
四郎谷　━━━┛　　　　　　　　　　あ┃　　　い　　　　┃　　　　う
　　　　　　　　　　　　　野村　━━━┻━　野村町　━━╋━━　野村町　━━━┓
　　　　　　　　　　　　中筋村　━━━━━━━━━━━━┫　　　　　　　　　　┃
　　　　　　　　　　　　貝吹村　━━━━━━━━━━━━┫　　　　　　　　　　┃平成16年4月1日
　　　　　　　　　　　　横林村　━━━━━━━━━━━━┫　　　　　　　　　　┃　　　え
　　　　　　　　　　　　惣川村　━━━━━━━━━━━━┛　　　　　　　　　　┣━　西予市
　　　　　　　　　　　　　　　　　　　　　　　　　　　　　　　　明浜町　━━━┫
　　　　　　　　　　　　　　　　　　　　　　　　　　　　　　　　宇和町　━━━┫
　　　　　　　　　　　　　　　　　　　　　　　　　　　　　　　　城川町　━━━┫
　　　　　　　　　　　　　　　　　　　　　　　　　　　　　　　　三瓶町　━━━┛

あ - 大正3年1月1日、渓筋村大字四郎谷字馬地を境界変更
い - 大正11年1月1日、町制施行
（注記）野村等の旧村の状況、明浜町以下の昭和の合併以前の系譜はそれぞれの記事を参照のこと。

```

## 地域
明治の合併前の村である、四郎谷、長谷、松渓、白髭の4か村がそのまま大字となり、野村町となってからも続いた。西予市になってからは「大字」は省く（例:西予市野村町四郎谷）。概ね北側（上流側）から、白髭、松渓、四郎谷と続き、長谷はさらに稲生川の支流である長谷川流域。四郎谷は「しろうだに」、松渓は「まつだに」とそれぞれ濁音で読まれることもある。

## 行政
役場
大字松渓に置かれていた。

## 産業
農業
米作